# Jugoslavensko rukometno prvenstvo 1953.
Rukometni prvak Jugoslavije za 1953. godinu je postala momčad Prvomajska iz Zagreba.

## 1. rang
Prvo su igrane podsavezne i republičke lige, pa potom kvalifikacije u završnicu prvenstva, gdje su se plasirale tri momčadi. 

### Ljestvica završnice
Igrano u Virovitici
| Mj. | Klub                  | ut. | pob. | neod. | por. | gol+ | gol- | gr  | bod |
| --- | --------------------- | --- | ---- | ----- | ---- | ---- | ---- | --- | --- |
| 1.  | Prvomajska Zagreb     | 2   | 2    | 0     | 0    | 40   | 21   | 19  | 4   |
| 2.  | Lokomotiva Virovitica | 2   | 1    | 0     | 1    | 20   | 29   | -9  | 2   |
| 3.  | Dinamo Pančevo        | 2   | 0    | 0     | 2    | 17   | 27   | -10 | 0   |